# QFN

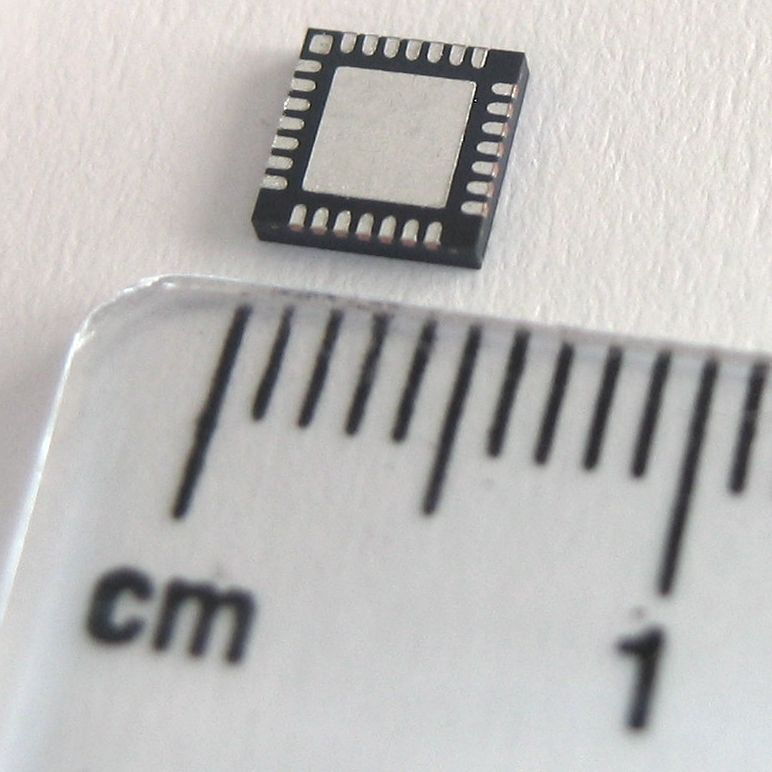
Fig.1 Encapsulat QFN

QFN (acrònim de Quad-FLat No-leads) és un tipus d'encapsulat de circuit integrat dintre de la tecnologia de muntatge superficial o SMT. A diferència de l'encapsulat QFP, no té terminals de connexió com es pot veure a la Fig.1, la qual cosa suposa una reducció de mida important. També es pot anomenar MLP(Micro Leadframe). QFN està definit per la norma MO-220 de l'organisme de normalització de semiconductors JEDEC.

## Estructura
Com es pot veure a la Fig.2 :
- L'encapdulat no té terminals de connexió, només àrees de connexió.
- La part interna del IC o die està connectada a les àrees de connexió mitjançant un procés que es diu "wire bonding"[2]

## Variants
Aquest encapsulat està disponible al mercat sota diferents noms depenent del fabricant, els més típics són :
| Encapsulat | Encapsulat                                     | Fabricant                    |
| ---------- | ---------------------------------------------- | ---------------------------- |
| DFN        | dual flat no-lead package                      |                              |
| TDFN       | thin dual flat no-lead package                 |                              |
| UTDFN      | ultra-thin dual flat no-lead package           |                              |
| XDFN       | extremely thin dual flat no-lead package       |                              |
| QFN        | quad flat no-lead package                      |                              |
| QFN-TEP    | quad flat no-lead package with top-exposed pad |                              |
| TQFN       | thin quad flat no-lead package                 |                              |
| LLP        | leadless leadframe package                     | National Semiconductor       |
| LPCC       | leadless plastic chip carrier                  | ASAT Holdings                |
| MLF        | micro-leadframe                                | Amkor Technology             |
| MLPD       | micro-leadframe package dual                   |                              |
| MLPM       | micro-leadframe package micro                  |                              |
| MLPQ       | micro-leadframe package quad                   |                              |
| DRMLF      | dual-row micro-leadframe package               |                              |
| VQFN       | very thin quad flat no-lead                    | Texas Instruments and others |